# Euplotes
Euplotes é um gênero de protozoários ciliados. As espécies Euplotes aediculatus, Euplotes crassus, Euplotes vannus, Euplotes woodruffi e Euplotes minuta são as mais conhecidas do gênero.
O gênero como um todo é utilizado em pesquisas medicinais, biológicas e industriais.
O Euplotes tem cílios na parte inferior da célula, denominados cirros. São também criaturas bentônicas (bentos), ovóides, com células muito especializadas, com cavidade bucal, membranelas e citóstoma.